# 아카사카구
아카사카구(일본어: 赤坂区 )는 도쿄에 있던 구이다.

## 역사
- 1878년 11월 2일, 도쿄부 아카사카구 설치
- 1889년 5월 1일, 시제 시행으로 도쿄시 아카사카구가 됨.
- 1943년 7월 1일, 도쿄도제 시행으로 도쿄도 아카사카구가 됨.
- 1947년 3월 15일, 시바구와 아자부구, 아카사카구를 합쳐 미나토구를 설치함.

## 교통

### 철도
- 도쿄고속철도 (→제도고속도교통영단, 현 도쿄 메트로
  - 시부야선
- 도쿄도 교통국
  - 도쿄도 전차